# 미쓰이촌 (나가노현)
미쓰이촌(일본어: 三井村)은 일본 나가노현 기타사쿠군에 있던 촌이다. 현재의 사쿠시 북동부에 해당한다.

## 역사
- 1889년 4월 1일 - 정촌제 시행에 의해 3촌의 구역을 확장해 성립하였다.
- 1955년 2월 1일 - 시가촌과 합병해 히가시촌이 성립하여, 동일 미쓰이촌은 폐지되었다.

## 교통

### 도로
현재는 조신에쓰 자동차도가 통과하지만 당시엔 미개통이였다.

## 참고문헌
- 角川日本地名大辞典 20 長野県